# Vía Colectora Cuenca-Puerto Inca
La Vía Colectora Cuenca-Puerto Inca (E582) es una vía secundaria de sentido oeste-este ubicada en las Provincias de Guayas y Azuay. Esta se inicia en la Troncal de la Costa (E25) en la localidad de Puerto Inca en la Provincia de Guayas. A partir de Puerto Inca, la colectora se extiende en sentido oriental hasta la frontera interprovincial Guayas/Azuay donde asciende la Cordillera Occidental de los Andes. Una vez en la Provincia de Azuay, la colectora inicia su ascenso en la localidad de Tamarindo, pasa luego por la localidad de Molleturo, el Parque nacional Cajas y finalmente llega a la ciudad de Cuenca donde desemboca en el área urbana de la ciudad, cerca de la Troncal de la Sierra (E35) para así terminar su recorrido.
Es una de las principales rutas entre las ciudades de Guayaquil y Cuenca, la primera y tercera ciudades más grandes del Ecuador respectivamente. La alternativa a esta vía normalmente es la Transversal Austral (E40) que atraviesa la cordillera más al norte, por la provincia de Cañar, y que llega hasta el norte de Cuenca.
La vía transcurre mayormente en la provincia de Azuay, en medio del terreno montañoso. Toda la vía está pavimentada, aunque en su mayoría, más de 110 km, fue reconstruida en hormigón armado por un costo de aproximadamente USD $60 millones, obra entregada a comienzos de 2011. La mayor parte de la vía cuenta con 2 carriles (1 por sentido), aunque en la parte montañosa cuenta con 3 (2 para el sentido que ascienda la montaña y 1 para el que descienda) desde la localidad de Molleturo hasta la de Tamarindo, y en las planicies de la provincia de Guayas también hay un tramo con 4 (2 por sentido); además de contar con arcenes en casi la totalidad de la vía. La vía es compartida con ciclistas prácticamente durante todo su trayecto por la provincia del Guayas. El límite de velocidad estándar en el área montañosa es de 60 km/h aunque puede variar dependiendo del sector, igualmente en las planicies de la provincia de Guayas el límite aumenta hasta los 90 km/h.
|                                                                          |
| La E582 durante su paso por el Parque nacional Cajas al oeste de Cuenca. |

|                                              |
| La E582 tras dejar el Parque nacional Cajas. |

| |
| La E582 cerca de Molleturo. Existen 3 carriles desde cerca de Molleturo hasta cerca de la localidad de Tamarindo. |

## Localidades destacadas
De oeste a este:
- Puerto Inca, Guayas.
- Molleturo, Azuay.
- Parque nacional Cajas, Azuay.
- Cuenca, Azuay.